# Itame gaetana
Itame gaetana är en fjärilsart som beskrevs av Eugen Wehrli 1940. Itame gaetana ingår i släktet Itame och familjen mätare. Inga underarter finns listade i Catalogue of Life.